# 张春 (西汉)
张春，代国人，西汉初年政治人物，代国相国陈豨的部将。
汉高帝十一年（前196年）陈豨造反，派侯敞率一万余人游动袭击，王黄率骑兵一千余人屯军曲逆，张春率一万余士卒渡过黄河进攻聊城；汉朝将军郭蒙与齐国相国曹参率领将军迎击，大破陈豨军。汉兵击斩侯敞、王黄於曲逆下，在聊城击破张春，斩首万馀人。